# Кина (Дагестан)
Кина (рут. Къинед) — село в Рутульском районе Дагестана.
Образует сельское поселение село Кина как единственный населённый пункт в его составе.

## Географическое положение
Расположено на северном склоне Главного Кавказского хребта, в 16 км северо-западнее районного центра села Рутул, в долине реки Самур в месте впадения в неё реки Кина-мыри.

## Население
| 1895 | 1926 | 1939 | 1970 | 1989 | 2002 | 2010 |
| ---- | ---- | ---- | ---- | ---- | ---- | ---- |
| 262  | ↘196 | ↗235 | ↗429 | ↗503 | ↗979 | ↘653 |
| 2012 | 2013 | 2014 | 2015 | 2016 | 2017 | 2018 |
| ↘626 | ↘622 | ↘618 | ↘612 | ↗613 | ↗617 | ↘611 |
| 2019 | 2020 | 2021 | 2023 | 2024 | 2025 |      |
| ↗627 | ↗632 | ↘566 | ↘558 | ↘553 | ↗556 |      |

Моноэтническое рутульское село.

## Известные выходцы из села
Раджабов, Тимур Умматович — российский дагестанский поэт, переводчик. Член Союза писателей России (2015).